# Ахмедов, Лютви
Лютви Джибер Ахмедов (болг. Лютви Джибер Ахмедов, тур. Lütfi Ahmedov, 10 апреля 1930—1997) — болгарский борец турецкого происхождения, чемпион мира, призёр Олимпийских игр. Заслуженный мастер спорта Болгарии (1958). Почётный гражданин г.  Разграда.

## Биография
Родился в 1930 году в селе Подайва общины Исперих Разградской области.
В 1959 году выиграл чемпионат мира по вольной борьбе, и получил в Болгарии первое место в номинации «Спортсмен года».
В 1960 году принял участие в Олимпийских играх в Риме, где занял 5-е место, и получил в Болгарии 2-е место в номинации «Спортсмен года».
В 1962 и 1963 годах завоёвывал серебряные медали чемпионатов мира по вольной борьбе.
В 1964 году на Олимпийских играх в Токио стал серебряным призёром.
В 1965 году завоевал серебряную медаль чемпионата мира по вольной борьбе. В 1966 году завоевал серебряную медаль чемпионата Европы по правилам вольной борьбы. На чемпионате мира 1958 года стал обладателем серебряной медали по правилам греко-римской борьбы.
Кавалер ордена Трудового Красного Знамени Болгарии (1960).
Сын, Шукри Лютвиев Ахмедов (род. 1951) также стал известным борцом вольного стиля, чемпионом и призёром чемпионатов Европы (1977, 1978), призёром чемпионатов мира (1975, 1977),. Его правнук Левент Сен работает в качестве арбитра UWW на Чемпионатах мира и Олимпийских Играх.